# Карл II Бурбонський
Карл II Бурбонський (фр. Charles II de Bourbon; 1434 — 13 вересня 1488) — церковний і державний діяч, дипломат Французького королівства, герцог Бурбонський і Овернський, кардинал.

## Життєпис
Походив з роду Бурбонів. Третій син Карла I, герцога Бурбонського і Овернського, та Агнес (доньки Жана I, герцога Бургундського). Народився 1434 року в замку Мулен. Замолоду йому була визначена церковна кар'єра. 1443 року призначається каноніком Ліону, а 1444 року — Ліонським архієпископом. Отримав підтвердження свого обрання від папи римського Євгенія IV в 1446 році. Через молодий вік Карла архієпископством до 1466 року фактично керували Жан Ролен, єпископ Отенський, Дю Гуе, єпископ Орлеанський, Жан III де Бурбон, єпископ Пюї.
Сам Карл проводив більше часу при королівському дворі. Стає прихильником короля Людовика XI. Останній 1464 року призначив Карла Бурбонського разом з Теобальдом Люксембурзьким, єпископом Мена, посланцями до новообраного папи римського Павла II. По поверненню призначається королівським радником. 1468 року домовлявся з Карлом, герцогом Бургундії, про звільнення короля Людовика XI, якого перед тим було арештовано бургундцями.
1470 року супроводжував короля під час облоги Льєжа. Потім був одним з хрещених дофіна Карла. 1472 року призначається папським легатом в Авіньйоні (до 1476 року). 1475 року брав участь в укладанні договору в Пікіньї з англійським королем Едуардом IV. 1476 року призначається головою королівської ради. 1476 року отримав від папи римського Сікста IV посаду адміністратора Клермонської єпархії та сан кардинала. 1477 року супроводжував короля в кампанії з приєднання Пікардії (стало можливим після загибелі Карла Бургундського).
1480 року стає абатом монастиря Л'Іль Барб. 1486 року здобув права на прибутки пріоратства Нотр-Дам де Ла-Шарі-сюр-Луара. У квітні 1488 року після смерті старшого брата Жана II успадкував герцогства Бурбонське і Овернське. Втім через 2 тижні його брат П'єр де Боже зі своєю дружиною Анною, регентшею Франції, змусили Карла зректися прав на герцогства. У вересні того ж року Карл Бурбонський загинув під час руйнації будинку в Ліоні.

## Родина
Діти:
- Габріела, дружина Жильбера де Шантело, сеньйора Ла-Шейса